# ژول کیتا
ژول کیتا (انگلیسی: Jules Keita؛ زادهٔ ۲۰ ژوئیهٔ ۱۹۹۸) بازیکن فوتبال اهل گینه است.
از باشگاه‌هایی که در آن بازی کرده است می‌توان به باشگاه فوتبال باستیا اشاره کرد.
وی همچنین در تیم‌های ملی فوتبال زیر ۲۰ سال گینه و گینه بازی کرده است.